# Sekrety księżnej de Cadignan
Sekrety księżnej de Cadignan (oryg. fr. Les Secrets de la princesse de Cadignan) – powieść Honoriusza Balzaka z 1839, należąca do cyklu Komedia ludzka. Stanowi część Scen z życia paryskiego.

## Treść
Jest rok 1833, księżna Diana de Cadignan de Mafrigneuse (z domu d'Uxelles) wycofała się właśnie z życia wielkiego świata paryskiego, w którym przez lata zdobyła sławę jednej z tych kobiet, które złamały najwięcej męskich serc, niszcząc równocześnie ambicje i fortuny. Mimo tego pani de Cadignan czuje się niespełniona w życiu, gdyż mimo niezliczonej ilości miłosnych przygód nigdy tak naprawdę nie kochała. Dlatego po rezygnacji ze światowego życia utrzymuje kontakt jedynie z przyjaciółką, markizą d’Espard. Ta ostatnia przedstawia jej człowieka jej zdaniem naprawdę niezwykłego: barona Daniela d’Artheza, pisarza, człowieka, który mimo odziedziczenia ogromnej rodzinnej fortuny nadal trudni się pisaniem i odmawia uczestnictwa w wielkoświatowych intrygach, choć jest z tego powodu obiektem licznych żartów. D'Arthez nie wie nic o zwyczajach panujących na salonach, toteż zaintrygowana jego osobowością i zarazem znudzona nowym życiem pani de Cadignan postanawia go uwieść. Plan ten udaje się. Chociaż d’Arthez dobrze zna życiorys arystokratki, a jego nieżyjący już przyjaciel Michel Chrestien był w niej bez pamięci i nieszczęśliwie zakochany, nie jest w stanie oprzeć się jej urodzie, jak i temu, co kobieta opowiada mu o sobie i swoim życiu, całkowicie podporządkowanemu konwenansom salonowym oraz pieniądzom. Przekonany o tym, że pani de Cadignan jest raczej ofiarą obyczajów swojej epoki niż "łamaczką serc i fortun", za jaką jest uważana, d’Arthez zaczyna nawet publicznie jej bronić. Tymczasem arystokratka sama zakochuje się w człowieku, który miał być jedynie ofiarą jej nowego podboju. Zastanawia się, czy może i powinna nawiązać nowy związek, ostatecznie decyduje się na to i wreszcie znajduje swoje szczęście.

## Cechy utworu
Sekrety księżnej de Cadignan są jednym z wielu w Komedii ludzkiej studiów psychologii kobiety dojrzałej (tytułowa bohaterka ma 36 lat) oraz przeżywania przez nią późnej, lecz prawdziwej (w odróżnieniu od wcześniejszych związków) miłości. Podczas gdy w wielu wcześniejszych utworach Balzak krytykował obyczaje salonowe z ich wszechobecnym zakłamaniem, odgrywaniem wielkich uczuć i podporządkowywaniem uczuć korzyściom materialnym, Sekrety księżnej de Cadignan ukazują możliwość metamorfozy nawet osoby, która przez wiele lat przebywała w takim właśnie środowisku. Wymowę symboliczną mają dwa nazwiska głównej bohaterki - przejście z mężowskiego tytułu de Mafrigneuse na odziedziczony po zmarłym krewnym de Cadignan wyraża również zmianę wartości i zachowania księżnej. Z kolei postać d’Artheza, chociaż pojawia się też w innych tomach cyklu (m.in. w Straconych złudzeniach), w tym utworze pełni głównie funkcję autobiograficzną, całość dzieła ilustruje bowiem niespełnione marzenie samego Balzaka o zostaniu bohaterem romansu między powieściopisarzem a wielką damą. Fakt, iż jest to jedna z nielicznych części Komedii ludzkiej o tak jednoznacznie szczęśliwym zakończeniu podkreśla dodatkowo krytykę obyczajów salonowych przeprowadzaną przez Balzaka w całym cyklu, wskazując myśl autora, że droga do prawdziwego szczęścia wiedzie z pominięciem wartości lansowanych przez wielki świat.